# Neoxyphinus paraiba
Neoxyphinus paraiba – gatunek pająków z rodziny Oonopidae.

## Taksonomia
Gatunek ten opisany został po raz pierwszy w 2017 roku przez Níthomasa M. Feitosę i Daniellę F. Moss na łamach „Zootaxa”. Jako lokalizację typową wskazano kampus Mata do Buraquinho w João Pessoa w brazylijskim stanie Paraíba.

## Morfologia
Holotypowy samiec ma 2,25 mm długości ciała. Karapaks jest pomarańczowobrązowy, jajowaty w zarysie, ziarenkowany, o lekko wyniesionej części głowowej, pozbawiony ząbkowania na krawędziach bocznych i kolców czy powiększonych kieszonek szczecinkowych na powierzchniach tylno-bocznych. Wysoki i w widoku przednim prosty nadustek ma niezmodyfikowaną krawędź. Kolor szczękoczułków, szczęki i wargi dolnej jest pomarańczowobrązowy. Również pomarańczowobrązowe, tak długie jak szerokie sternum ma gładką, pokrytą małymi, okrągłymi dołkami powierzchnię. Odnóża są bladopomarańczowe. Opistosoma (odwłok) ma pomarańczowobrązowe, gładkie, w przedniej części pozbawione ząbków skutum grzbietowe oraz pomarańczowobrązowe skutum epigastryczne i postepigastryczne. 
Nogogłaszczki samca są w całości żółte, wyposażone w ciemny embolus o długiej odsiebnej listewce przednio-bocznej.

## Rozprzestrzenienie
Pająk neotropikalny, endemiczny dla Brazylii, znany tylko ze stanu Paraíba. 